# Pallikaranai
Pallikaranai es una ciudad y nagar Panchayat situada en el distrito de Chennai en el estado de Tamil Nadu (India). Su población es de 43493 habitantes (2011). Se encuentra a 16 km de Chennai y a 62 km de Kanchipuram.

## Demografía
Según el censo de 2011 la población de Pallikaranai era de 43493 habitantes, de los cuales 21990 eran hombres y 21503 eran mujeres. Pallikaranai tiene una tasa media de alfabetización del 89,78%, superior a la media estatal del 80,09%: la alfabetización masculina es del 93,91%, y la alfabetización femenina del 85,57%.